# YaBasic
YaBasic ist ein quelloffener BASIC-Interpreter für Linux/Unix und für Windows. Er zeichnet sich durch seine Kompaktheit (gepackte Größe etwa 140 kB) und eine flexible Syntax aus: Für die Farbwahl sind zum Beispiel sowohl der Befehl color als auch colour möglich, und auch für if ... then ... else ... endif-Konstrukte gibt es eine Reihe verschiedener Syntax-Varianten usw.

## Geschichte
YaBasic wurde ab 1995 von Marc-Oliver Ihm entwickelt. Die Version 2.763 wurde von ihm im Jahr 2005 als „final“ bezeichnet, da er sich nunmehr anderen Softwareprojekten widmen wollte. Im Jahr 2008 wurde die Weiterentwicklung von YaBasic durch Pedro Sá und Thomas Larsen aufgenommen. Sie entwickeln Patches für die Version 2.763 und arbeiten derzeit (2008) an YaBasic 3. Im Dezember 2010 wurde die erste Beta-Version von YaBasic 3 freigegeben.
Seitdem ist es um dieses Projekt still geworden. Eine offizielle Version 3 ist bisher (Ende 2012) nicht erschienen. YaBasic v2.78.1 wurde am 13. August 2017 veröffentlicht. Die Version 2.78.0-1 ist in verschiedenen Linux-Distributionen integriert, wie z. B. Ubuntu 17.04 oder Debian 9.

## Eigenschaften
YaBasic zeichnet sich gegenüber anderen BASIC-Interpretern durch folgende Eigenschaften aus:
- Keine Zeilennummern
- Strukturierte Programmierung mit Kontrollstrukturen (do ... loop usw.), Prozeduren und Modulen/Bibliotheken mit eigenen Namensräumen
- Selbstmodifizierender Code (für ein Beispiel, siehe unten)
- Möglichkeit der Generierung lauffähiger Executables durch Bindung des Interpreters an das BASIC-Programm
- Geplant für Version 3: Benutzerdefinierte Datentypen (UDTs)

## Beispiele

### Hallo-Welt-Programm
Das allgegenwärtige Hallo-Welt-Programm benötigt in YaBasic nur eine Zeile:
```
  
print
 
"Hallo Welt!"

```

### Grafik
Der folgende Code gibt zwei rote Kreise aus:
```
  
open
 
window
 
200
,
200

  
color
 
250
,
0
,
0

  
circle
 
50
,
 
100
,
 
80
                        
//
 
einfache
 
version

  
new
 
curve
                                 
//
 
etwas
 
anspruchsvoller

  
for
 
phi
=
0
 
to
 
2
*
pi
 
step
 
0.1

    
line
 
to
 
100
+
90
*
sin
(
phi
),
100
+
90
*
cos
(
phi
)

  
next
 
phi

  
close
 
curve

```

### Selbstmodifizierender Code
Zeichenketten können vom Interpreter während der Laufzeit zu ausführbarem Code übersetzt werden, was einem Programm erlaubt, sich selbst zu modifizieren.
Der Codeabschnitt
```
 
x
$=
 
"sub printme() : print \"
Hallo
 
Welt
!\" : end sub"

 
compile
(
x
$
)

```

erzeugt zum Beispiel eine neue Prozedur,
```
 
sub
 
printme
()

  
print
 
"Hallo Welt!"

 
end
 
sub

```

während das Programm läuft. Von nun an kann die Prozedur einfach durch
```
 
printme
()

```

oder über das geringfügig komplexere Kommando
```
 
y
$=
 
"printme()"

 
execute
(
y
$
)

```

aufgerufen werden.

## Weitere Versionen
Die Version 3 befindet sich seit Dezember 2009 im Beta-Stadium.
YaBasic wird unter dem Namen yab auf Haiku/BeOS/ZETA portiert.
Sony liefert YaBasic für die PlayStation 2 kostenlos mit der Demo-DVD der PAL-Version aus.
YaBasic steht unter der GPL und der Artistic License.